# Gypsophila leucochlaena
Gypsophila leucochlaena är en nejlikväxtart som beskrevs av Hub.-mor. Gypsophila leucochlaena ingår i släktet slöjor, och familjen nejlikväxter. Inga underarter finns listade i Catalogue of Life.